# Flunarizine
 (août 2025).
La flunarizine, commercialisée jusqu'en 2023 sous le nom de marque Sibelium, est un inhibiteur calcique utilisé pour principalement dans le traitement des migraines,. Disponible sans ordonnance aux États-Unis et au Japon, elle n'est plus commercialisé en France depuis octobre 2023. Le médicament a été découvert par Janssen sous le nom de recherche R14950, en 1968.

## Contre-indications
La flunarizine est contre-indiquée chez les patients souffrant de dépression, dans la phase aiguë d'un accident vasculaire cérébral et chez les patients présentant des symptômes extrapyramidaux ou la maladie de Parkinson.

## Effets secondaires
Les effets secondaires courants comprennent la somnolence (20 % des patients), la prise de poids (10 %), ainsi que des effets extrapyramidaux et une dépression chez les patients âgés.

## Pharmacologie
La flunarizine est un inhibiteur calcique sélectif puissant, possédant d'autres propriétés plus modérées. Elle est notamment  antagoniste des récepteurs dopaminergique D2 et des récepteurs histaminiques H1,.

## Chimie
La flunarizine est un dérivé de la diphénylméthylpipérazine, apparenté aux antihistaminiques comme l'hydroxyzine.